# Catharina Sofia Sinclair
Catharina Sofia Sinclair, född 4 mars 1750, död 2 februari 1818 i Stockholm, var en svensk hovfunktionär.

## Biografi
Catharina Sofia Sinclair föddes 1750. Hon var dotter till greven Fredrik Carl Sinclair och Sofia Johanna Reuter af Skälboö. Sinclair blev 21 februari 1770 hovfröken hos prinsessan Sofia Albertina och därefter hennes hovmästarinna. Hon avled 1818 i Stockholm.

### Familj
Sinclai gifte sig 23 april 1782 med översten Daniel Georg Silfversparre (1740–1790). De fick tillsammans barnen hovfröken Sophie Silfversparre (1783–1815) hos prinsessan Sofia Albertina och Carolina Albertina Silfversparre (1785–1861) som var gift med kammarherren, friherre Fredrik Edvard Hamilton af Hageby.